# Ryanodinereceptor

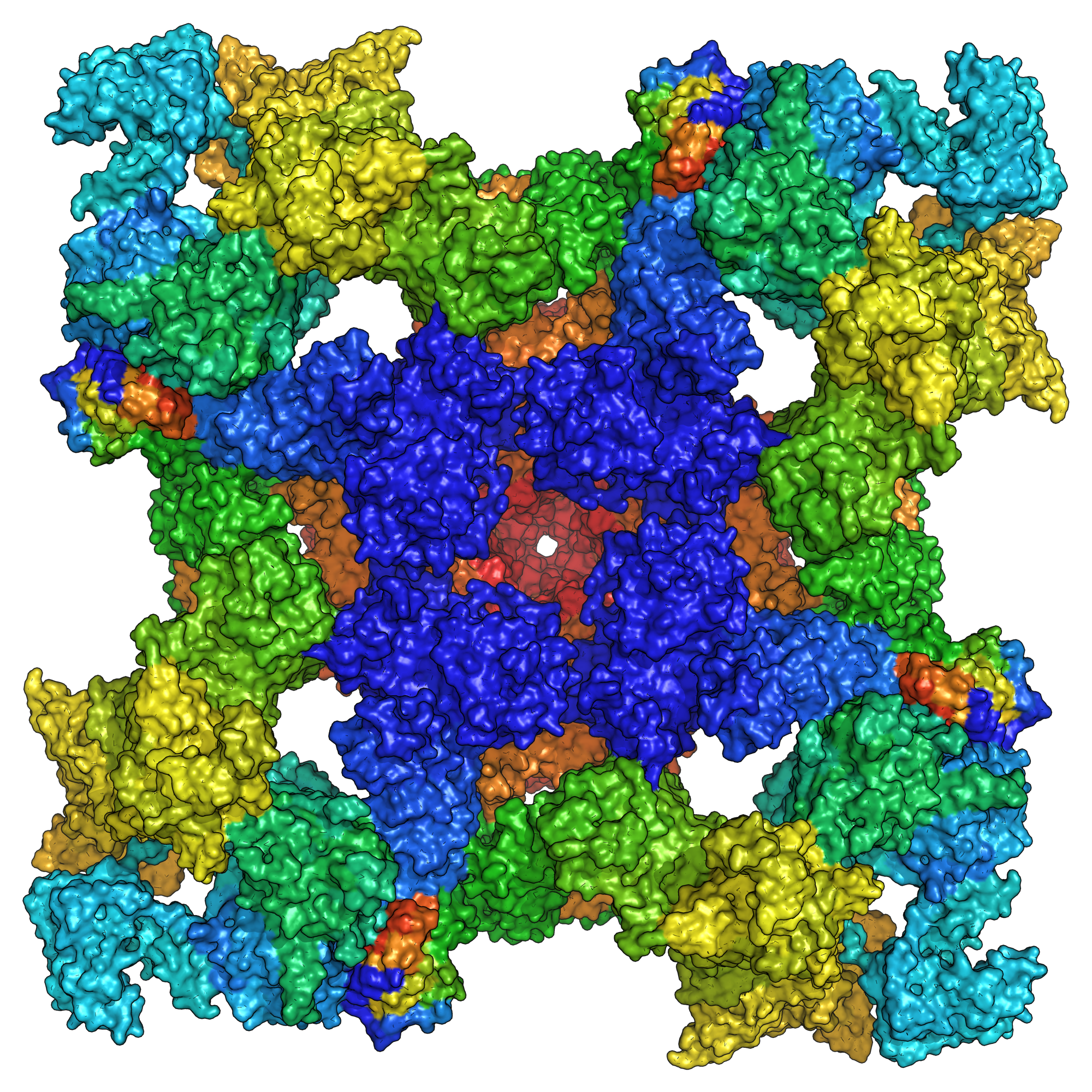
Cytoplasmatische structuur van gefosforyliseerd RyR2 in een open conformatie. Moleculaire oppervlakteweergave met de tetramere samenstelling en het calciumkanaal in het midden. Het poriedomein (zichtbaar rood gedeelte) is ingebed in het membraan van het sarcoplasmatisch of endoplasmatisch reticulum.

De ryanodinereceptoren (RyR) zijn een familie van intracellulaire calciumkanalen die voorkomen in bijna alle dierlijke cellen, en met name in de exciteerbare (prikkelbare) cellen zoals neuronen en spiercellen. Ze zijn genoemd naar de stof ryanodine, die in staat is ze te blokkeren. Wanneer een actiepotentiaal optreedt laten de ryanodinereceptoren calciumionen vrij uit het endoplasmatisch reticulum of sarcoplasmatisch reticulum. In spiercellen dient dit om de samentrekking van de spier te bewerkstelligen.
De bekende leden van de RyR-familie zijn:
- RyR1, die vooral voorkomt in skeletspier
- RyR2, die vooral voorkomt in het myocard
- RyR3, die vooral voorkomt in de hersenen
- Niet-zoogdiergewervelde dieren brengen doorgaans twee RyR-isovormen tot expressie, genaamd RyR-alfa en RyR-bèta.
- Veel ongewervelde dieren, waaronder de modelorganismen Drosophila melanogaster (fruitvlieg) en Caenorhabditis elegans, hebben slechts één isovorm. Bij niet-metazoïsche soorten kunnen calciumafgiftekanalen met sequentiehomologie met RyR's worden gevonden, maar deze zijn korter dan die van zoogdieren en komen meer overeen met IP3-receptoren.

## RyR1
RyR1 komt voornamelijk tot expressie in de skeletspieren, maar wordt ook aangetroffen in de Purkinjecellen van het cerebellum. In dwarsgestreepte spieren is RYR1 direct gekoppeld aan de dihydropyridinereceptoren in het membraan van de transversale tubuli (buisvormige celmembraanplooien). Wanneer de calciumkanalen van het L-type een conformatie verandering ondergaan, veroorzaakt door het actiepotentiaal van de spier, gaan de RyR1-kanalen open. Op deze manier komen calciumionen in eerste instantie vrij uit het sarcoplasmatisch reticulum in het cytosol van de spiercel. RyR1 speelt dus een sleutelrol in elektromechanische koppeling. Mutaties van het RyR1-gen worden waargenomen bij Central-Core-Myopathie en multicore myopathie. Ze vertegenwoordigen een essentiële dispositie voor de ontwikkeling van maligne hyperthermie en kunnen worden geremd door dantrolen, dat ook de therapie van deze ziekte vormt.

## RyR2
RyR2 komt tot expressie in de hartspier. Mutaties van dit receptorsubtype leiden tot catecholaminerge polymorfe ventriculaire tachycardie, een autosomaal dominant overervende vorm van ventriculaire tachycardie, die gepaard gaat met merkbare verwijding van het QRS-complex op het ECG en die kan leiden tot syncope en plotselinge hartdood.

## RyR3
RyR3 komt tot expressie in de skeletspieren tijdens de ontwikkeling van de foetus en de neonatale periode (pasgeborenen tot vier weken), maar blijft hoofdzakelijk beperkt tot de hersenen bij volwassenen. Hier kan dit subtype betrokken zijn bij leerprocessen.

## Fysiologie

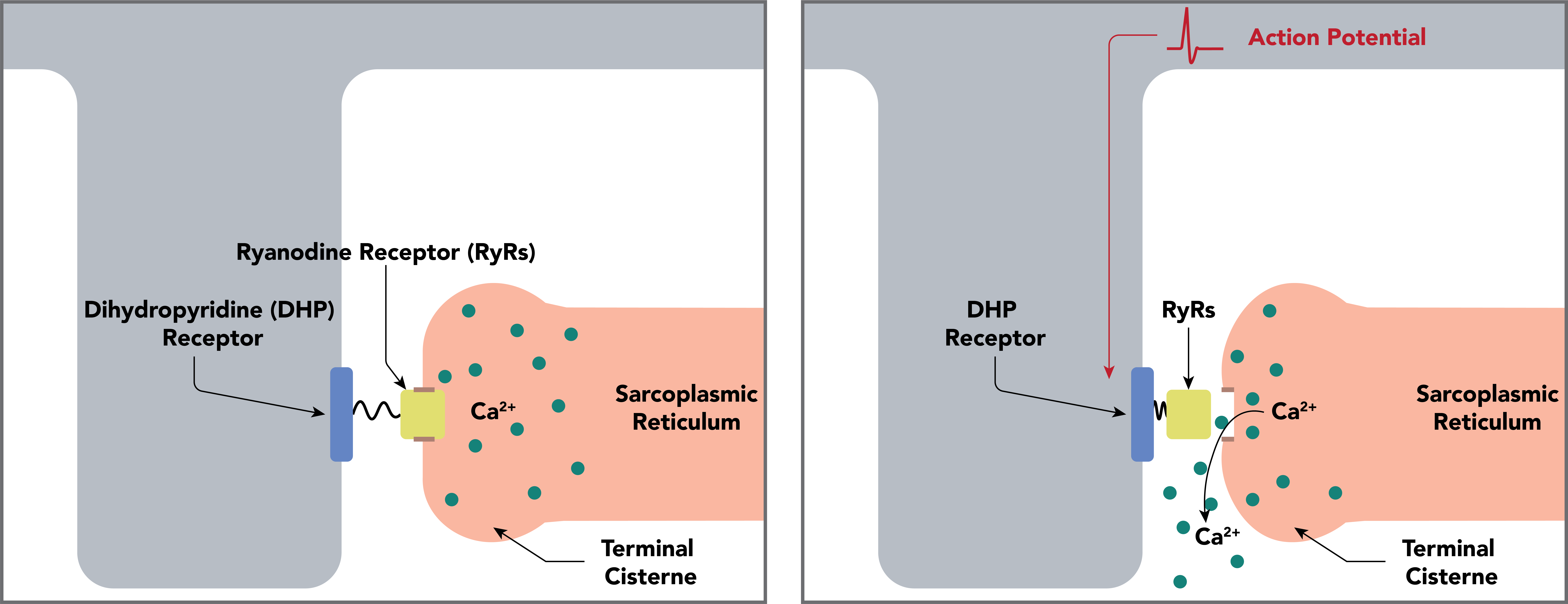
Koppeling van het spieractiepotentiaal aan de afgifte van Ca^{2+} uit het sarcoplasmatisch reticulum - de dihydropyridinereceptor en de ryanodinereceptor

Ryanodinereceptoren bemiddelen in de afgifte van calcium-ionen uit het sarcoplasmatisch reticulum en endoplasmatisch reticulum, een essentiële stap in spiercontractie. In skeletspieren vindt activering van ryanodinereceptoren plaats via een fysieke koppeling met de dihydropyridinereceptor (een spanningsafhankelijk L-type-calciumkanaal), terwijl in hartspierweefsel is het primaire activeringsmechanisme calcium-geïnduceerde calciumafgifte, wat de uitstroom van calcium uit het sarcoplasmatisch reticulum veroorzaakt.
Er is aangetoond dat de afgifte van calcium door een aantal ryanodinereceptoren in een ryanodinereceptorcluster resulteert in een spatiotemporeel beperkte stijging van cytosolisch calcium, die kan worden gevisualiseerd als een calciumvonk. Ryanodinereceptoren liggen zeer dicht bij de mitochondriën en het is aangetoond dat de calciumafgifte uit ryanodinereceptor de ATP-productie in hart- en pancreascellen reguleert.
Ryanodinereceptoren zijn vergelijkbaar met de inositoltrifosfaatreceptor (IP3 of InsP3) en worden gestimuleerd om Ca2+ naar het cytosol te transporteren door Ca2+ aan zijn cytosolische kant te herkennen, waardoor een positieve feedback-mechanisme tot stand wordt gebracht; een kleine hoeveelheid Ca2+ in het cytosol nabij de receptor zorgt ervoor dat er nog meer Ca2+ vrijkomt (door calcium geïnduceerde afgifte van calcium/CICR). Naarmate de concentratie van intracellulair Ca2+ echter stijgt, kan dit het sluiten van de ryanodinereceptor veroorzaken, waardoor de totale uitputting van het sarcoplasmatisch reticulum wordt voorkomen. Hierdoor is een grafiek van de openingswaarschijnlijkheid voor de ryanodinereceptor als functie van de Ca2+-concentratie een klokcurve is. Bovendien kan ryanodinereceptor de Ca2+-concentratie in het sarcoplasmatisch reticulum en endoplasmatisch reticulum waarnemen en zich spontaan openen in een proces dat bekend staat als door overbelasting geïnduceerde calciumafgifte (SOICR).
Ryanodinereceptoren zijn vooral belangrijk in neuronen en spiercellen. In hart- en pancreas-cellen neemt een andere tweede boodschapper (cyclisch ADP-ribose) deel aan het activeren va de receptor.

## Structuur
Ryanodinereceptoren zijn homotetrameren met meerdere domeinen die de intracellulaire afgifte van calciumionen uit het sarcoplasmatisch en endoplasmatisch reticulum reguleren. Het zijn de grootste bekende ionkanalen met een gewicht van meer dan 2 megadalton en hun structurele complexiteit maakt een grote verscheidenheid aan allosterische regulatiemechanismen mogelijk.
De RyR1 cryo-EM-structuur onthulde een grote cytosolische assemblage gebouwd op een uitgebreid α-solenoïd geraamte die belangrijke regulerende domeinen met de porie verbindt. De RyR1-poriearchitectuur deelt de algemene structuur van de superfamilie van zes transmembraanionkanalen. Een uniek domein dat tussen de tweede en derde transmembraanhelix is ingevoegd, werkt nauw samen met gepaarde EF-handen afkomstig van het α-solenoïde-geraamte, wat een mechanisme suggereert voor het poorten (gating) van Ca2+.

## Rol bij ziekte

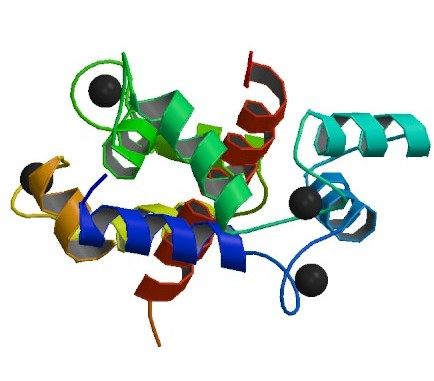
Lintdiagram van calmoduline met een associatie met RyR1, veroorzakend maligne hyperthermie

RyR1-mutaties worden in verband gebracht met maligne hyperthermie en de spierziekte central core disease (CCD). (CCD veroorzaakt een lege plek in een spiercel). Mutant-type RyR1-receptoren die worden blootgesteld aan vluchtige anesthetica of andere pijnstillende middelen kunnen een verhoogde chemische affiniteit vertonen voor cytoplasmatisch Ca2+ op activerende plaatsen, evenals een verminderde cytoplasmatische Ca2+-affiniteit op remmende plaatsen. De afbraak van dit terugkoppelingsmechanisme, veroorzaakt een ongecontroleerde afgifte van Ca2+ in het cytoplasma en een verhoogde ATP-hydrolyse als gevolg van ATPase-enzymen die Ca2+ terugbrengen naar het sarcoplasmatisch reticulum. Dit leidt tot overmatige warmteontwikkeling.
RyR2-mutaties spelen een rol bij door stress geïnduceerde veelvormige, ventriculaire tachycardie en aritmogene rechterventrikeldysplasie (ARVD). Er is ook aangetoond dat de niveaus van het type RyR3 sterk verhoogd zijn in PC12-cellen die het mutante menselijke Preseniline 1 tot overexpressie brengen en in hersenweefsel bij knockin-muizen die het mutante Preseniline 1 op normale niveaus tot expressie brengen en dus een rol kunnen spelen in de pathogenese van neurodegeneratieve ziekten, zoals de ziekte van Alzheimer.
De aanwezigheid van antilichamen tegen ryanodinereceptoren in bloedserum is ook in verband gebracht met myasthenia gravis.
Plotselinge hartstilstand bij verschillende jonge individuen in de Amish-gemeenschap (waarvan er vier uit dezelfde familie kwamen) werd herleid tot homozygote duplicatie van een mutant van het RyR2-gen. Normale (wildtype) ryanodinereceptoren zijn betrokken bij CICR (Calcium induced calcium release) in het hart en andere spieren. RyR2 functioneert voornamelijk in het myocardium (hartspierweefsel).